# آنا روسو
آنا روسو (بالإيطالية: Anna Russo)‏ هي كاتِبة وكاتبة للأطفال إيطالية، ولدت في 1965 في نابولي في إيطاليا.